# Seznam biskupů v Couserans
Seznam biskupů z Couserans zahrnuje všechny představitele bývalé francouzské diecéze v oblasti Couserans se sídlem ve městě Saint-Lizier. Diecéze byla zrušena v roce 1790 a území připojeno k arcidiecézi Toulouse.
- asi 451: sv. Valerius
- 506–asi 548: Glycerius
- 549–551: Théodore
- asi 614: Jean I.
- sv. Quintianus
- před 663: sv. Licerius (Lizier)
- asi 663 nebo 664: Sesemundus
- Maurolenus
- asi 788–asi 791: Francolinus
- asi 879: Wainard
- asi 887: Roger I.
- 973–978: Bernard I.
- asi 1019: Atto
- asi 1025: Béranger I.
- asi 1035: Bernard II Raymond
- 1068–1078: Pelet
- 1078–1085: sedisvakance
- 1085–1095: Guillaume I.
- 1117–1120: Jordanes I.
- 1120–1155: Pierre I.
- 1165–1177: Roger II.
- asi 1177: Augustin
- Étienne
- asi 1180: Auger I.
- 1190–1191: Arnaud I.
- 1195–1198: Laurent
- 1208–1211: Navarrus d'Acqs
- 1213: Sance (ou Sanchius)
- asi 1226: Raymond I.
- asi 1229: Cerebrun
- 1246–1270: Nicolas
- asi 1273: Pierre II.
- ?–1275: Raymond II. de Sobole (Raymundus de Saboulies)
- 1277–asi 1279: Raymond III. de Rostoil
- 1279–1303: Auger II. de Montfaucon (Augustin)
- 1303–1309: Bernard III. de Montaigu
- před 1313–1329: Arnaud II. Fredeti
- 1329–1336: Raymond IV. de Montaigu
- asi 1336–asi 1337: Antoine d'Aspel
- asi 1337–1342: Pierre III. de Palude
- Durand
- 1354–1358: Canard
- asi 1358–1360 nebo 1361: Jean II. de Rochechouart
- asi 1361–1362: Béranger II.
- 1362–1368: Ponce de Villemur
- 1371–1381: kardinál Amelius de Lautrec
- 1381–asi 1384: Arnaud III.
- 1384–1389: Pierre IV.
- 1390–1390: Robert du Bosc
- 1391: Gérard I.
- asi 1391–1398: Raymond V.
- Guillaume II.
- Réol
- 1409–1412: Sicard de Burguiroles (Aicard)
- asi 1412 nebo 1413 Guillaume III. Beau-Maître
- 1417–1425: Guillaume IV. de Nalajo
- 1425–1432: Gérard II. Faidit
- 1433–1438: Jean III.
- 1439: Guillaume V. d'Estouteville
- 1439–asi 1441: André
- 1441–1443: Jordanes II. d'Aure
- 1443–asi 1444: Raymond VI. de Tullio
- 1444–1461: Tristan d'Aure
- 1462–1475: Guiscard d'Aubusson
- 1480–1515: Jean IV. d'Aule
- 1515–1523: Charles de Grammont
- 1523–1524: Gabriel I. de Gramont, kardinál
- 1524–1548: Ménald de Martory
- 1548–1574: Hector d'Ossun
- 1581–1584: François Bonard
- 1595–1612: Jérôme de Langue
- 1614–1621: Octave de Saint-Lary de Bellegarde
- 1624–1641: Bruno Ruade
- 1642–1652: Pierre de Marca
- 1653–1680: Bernard IV. de Marmiesse
- 1680–1707: Gabriel II. de Saint-Estève
- 1708–1725: Isaac-Jacques de Verthamont
- 1726–1752: Jean-François de Machéco de Bremeux
- 1752–1779: Joseph de Saint-André de Marnays de Vercel
- 1779–1790: Dominique de Lastic de Fournels